# Küß mich, Kätchen! (Film)
Küß mich, Kätchen (Originaltitel Kiss Me Kate) ist ein in 3D gedrehter Musicalfilm unter Regie von George Sidney. Es ist eine Verfilmung des Musicals Kiss Me, Kate von Cole Porter, das nach seiner Premiere 1948 am Broadway ein großer Erfolg wurde.

## Handlung
Der Komponist Cole Porter hat eine Musicalversion von William Shakespeares Klassiker Der Widerspenstigen Zähmung geschrieben. Sein Freund, der ebenso selbstbewusste wie bekannte Regisseur und Schauspieler Fred Graham, soll das Musical an den Broadway bringen. Als Idealbesetzung schwebt Fred dabei ausgerechnet seine Ex-Frau Lilli Vanessi vor. Die Theaterdiva ist aber nicht nur schlecht auf ihren Ex-Mann zu sprechen, sondern will auch in Kürze den texanischen Rinderbaron Calloway heiraten und ein geruhsames, ländliches Leben fernab der Bühne führen. Um Lilli doch noch für das Musical zu gewinnen, stellt er ihr seine neue Freundin vor, die schöne, aber weniger kultivierte Nachtclub-Sängerin Lois Lane, die ansonsten die Hauptrolle des Musicals übernehmen solle. Wie erwartet reagiert Lilli eifersüchtig und sagt daher für die Produktion zu.
Nun übernimmt Lilli die Rolle der widerspenstigen, heiratsunwilligen Katherine, während Lois ihre jüngere Schwester Bianca spielt, die ihren drei Verehrern Lucentio, Gremio und Hortensio den Kopf verdreht. Bianca darf aber nach Willen des Vaters, des reichen Geschäftsmannes Baptista, nicht heiraten, bevor nicht die ältere Schwester heiratet. Fred spielt die männliche Hauptrolle des Petruchio, der sich für jede Menge Mitgift und Geld bereiterklärt, Katherine zu ehelichen. Doch Katherine ist Petruchio fast das ganze Stück über, bis zum versöhnlichen Ende, feindlich gesinnt.
Nach überwiegend harmonisch verlaufenen Proben sendet Fred direkt vor der Premiere einen Blumenstrauß an Lois, den sein Diener jedoch versehentlich an Lilli übergibt. Diese freut sich, nachdem sie sich wieder zunehmend mit Fred verstanden hat, unbändig – als sie jedoch während der Aufführung endlich dazu kommt, die dem Strauß beigefügte Karte zu lesen, wird ihr der Irrtum bewusst und ihre Freude wandelt sich in Zorn um. Lilli spielt diesen Zorn auch auf der Bühne aus, beißt, tritt und ohrfeigt Fred, der sie schließlich im Gegenzug mitten auf der Bühne übers Knie legt. Das Publikum bemerkt davon aber nichts, da es sich nun einmal um die Widerspenstige Zähmung handelt, und reagiert vielmehr begeistert über die Authentizität des Schauspiels. So vermischen sich Privates und Berufliches auf der Bühne, nachdem Lilli und Fred zuvor noch geglaubt hatten, sie seien als erwachsene Bühnenprofis über so etwas hinweg.
Hinter der Bühne weigert sich Lilli, die Premierenvorstellung zu Ende zu spielen, und bittet ihren Verlobten Calloway darum, sie abzuholen. Unterdessen gerät Fred in weitere Schwierigkeiten, da Bill Calhoun, der Darsteller des „Lucentio“ und Lois’ eigentlicher Freund, sich beim Glücksspiel mit 2000 Dollar verschuldet hat und aufgrund leerer Taschen den Schuldschein mit Freds Namen unterzeichnet hat. Die Gangster Lippy und Slug erscheinen daher hinter der Bühne und fordern von Fred das Geld ein. Fred kommt eine Idee und er behauptet, den Schuldschein wirklich unterschrieben zu haben. Er sei allerdings komplett pleite, nur ein Erfolg des Musicals könne seine Taschen wieder füllen, ohne Lilli sei der Erfolg aber unmöglich. Lippy und Slug verhindern daher Lillis Weggang und zwingen sie, wieder auf die Bühne zu treten. Für die Bewachung Lillis betreten die zunehmend theaterbegeisterten Gangster selbst die Bühne, benehmen sich dabei aber dilettantisch, was für einige Lacher sorgt.
Zwischenzeitlich läuft auch in der Beziehung von Lois und Bill einiges schief, da sie in die amourösen Komplikationen hineingezogen werden, finden aber wieder zueinander. Ausgerechnet vor der Schlussszene von „Der Widerspenstigen Zähmung“ erfahren die beiden Gangster telefonisch, dass das Leben ihres zwielichtigen Auftraggebers und damit auch ihr Auftrag beendet wurde, womit Lilli nun mit ihrem Verlobten das Theater verlassen darf. Erfolglos versucht Fred, Lilli zum Bleiben zu überreden. Fred betritt die Bühne in der Schlussszene in dem Glauben an ein Desaster. Doch Lilli hat sich offenbar anders – für Fred und die Bühne – entscheiden und erscheint im letzten Moment. So finden sich auf der Bühne die Liebespaare Katharina und Petrucchio beziehungsweise Bianca und Lucentio vereint, deren Darsteller nun auch hinter der Bühne wieder jeweils miteinander versöhnt und ineinander verliebt sind. Der Vorhang schließt sich unter tosendem Applaus.

## Produktionshintergrund
Das Musical Kiss Me, Kate, mit Kompositionen und Songtexten von Cole Porter sowie einem Musikbuch von Samuel und Bella Spewack, hatte sich nach seiner Premiere zu einem der erfolgreichsten Broadway-Musicals der 1940er-Jahre entwickelt. Entsprechend aufwendig wurde die Verfilmung produziert, was sich nicht zuletzt auch in dem Gebrauch von 3D niederschlägt. Nach Richard Fleischers Film Arena war es erst der zweite 3D-Film der MGM.
Der damals dem breiteren Publikum noch unbekannte Bob Fosse spielte die Nebenrolle des Verehrers Hortensio. Fosse erhielt die Möglichkeit, seine Tanzcheografie bei dem Lied From This Moment On selbst zu entwerfen, was er noch Jahrzehnte später als wichtigen Punkt seiner Karriere beschrieb: „Mein großer Durchbruch – und ein Wendepunkt meiner Karriere – kam, als mich das Studio einen kleinen Tanz für mich und Carol Haney in dem Film Kiss Me Kate choreografieren ließ. Er dauerte nur 48 Sekunden, hat aber mein Leben verändert.“
Die Dreharbeiten zu diesem Film begannen Anfang Mai 1953 und endeten zwei Monate darauf, am 4. Juli, dem US-Nationalfeiertag. Cedric Gibbons und Urie McCleary gestalteten die umfangreichen Filmbauten, Edwin B. Willis und Richard Pefferle waren für die Ausstattung zuständig. Die zahlreichen Kostüme entwarf Walter Plunkett. Hermes Pan verantwortete die Choreografie. Douglas Shearer hatte die Oberaufsicht über den Ton inne, William Tuttle war Maskenbildner.
Kiss Me, Kate! feierte seine Premiere am 5. November 1953 in New York und wurde am 26. November 1953 in den USA landesweit in die Kinos gebracht. In der Bundesrepublik Deutschland und in Österreich kam der Film im September 1954 in die Kinos, in der DDR feierte er seine Premiere erst 1985 als Fernseherstausstrahlung. In Deutschland lief der Film in den vergangenen Jahrzehnten einige Male im öffentlich-rechtlichen Fernsehen.

## Auszeichnungen
André Previn und Saul Chaplin, die beiden musikalischen Leiter dieser Musicalverfilmung, waren für einen Oscar in der Kategorie Beste Filmmusik nominiert.

## Kritiken
Die Kritiken für Küß mich, Kätchen! fallen in der zeitgenössischen wie gegenwärtigen Kritik überwiegend freundlich aus. Bei dem US-amerikanischen Kritikerportal Rotten Tomatoes sind zwölf der 13 gelisteten Filmkritiken grundsätzlich positiv gestimmt.
Der Filmdienst notiert, es sei eine „temperamentvolle Verfilmung des melodienreichen Broadwaymusicals von Cole Porter (...)“, und empfiehlt den Film ab 14 Jahren.
Für das Magazin Time Out versucht Sidneys Musicalfilm nie die „filmische Eleganz“ eines Minnelli- oder Donen-Musicals zu erreichen, auch sei der Einsatz des 3D nicht besonders einfallsreich. Mit „querulanten Liebhabern, bissigen Dialogen und gebildeten Kriminellen als Comic Relief“ sei der Film ein „Screwball-Musical“, das humoristisch seine Wurzeln in den Komödien der 1930er- und 1940er-Jahre habe. Der Film verdanke seine Raffinesse in erster Linie der Musicalvorlage von Porter, so Time Out.